# SwordThrust
SwordThrust — компьютерная игра в жанре интерактивного текстового квеста для компьютера Apple II, созданная Дональдом Брауном и опубликованная CE Software в 1981 году. Она состоит из семи отдельных сценариев, каждый из которых продавался отдельно. Игра является коммерческим продолжением также разработанной Брауном игры Eamon (1980).
Позднее игра распространялась Softsmith Software, а также Main Street Publishing в составе серии Oldies but Goodies.

## Сюжет
Игрокам предлагается сыграть роль воина-авантюриста в магическом феодальном мире Диурлы (англ. Diurla). Игра начинается в главном зале гильдии свободных бродяг (англ. Guild of Free Rogues), где игрок создаёт персонажа, покупает обмундирование и учит заклинания, прежде чем отправиться на поиски опыта и богатства. У каждого из сценариев есть своя определённая цель, а также лимит времени. Доступна возможность сохранения игры.

## Ролевая система
Как и в предшествующей игре, основными показателями игрока являются выносливость (определяет количество очков жизни и количество переносимых предметов), ловкость (от неё зависит вероятность попадания в монстра) и харизма (влияет на цены у торговцев в главном зале, а также дружественность отношения монстров к игроку). Кроме того, в SwordThrust появилось умение «левая рука», влияющее на эффективность использования оружия в левой руке. Присутствуют все те же виды вооружения, что и в Eamon: топоры, луки, дубины, копья, мечи. У игрока имеются умения по владению оружием, которые влияют на вероятность нанесения успешного удара и слегка увеличиваются при каждом таком ударе.
К имевшимся в Eamon заклинаниям («удар», «сила», «лечение» и «скорость») были добавлены новые. Например, заклинание «очарование» делает монстров дружественными игроку, «страх» — отпугивает монстров, «толстая кожа» — увеличивает показатели брони. Мощные заклинания являются довольно затратными: они могут стоить 30000 и больше золотых монет.

## Игровой процесс
Игровой процесс похож на Eamon. Подземелья описываются текстом, как в игре Adventure. Игрок отдаёт текстовые команды: NORTH (двигаться на север), INVENTORY (показать имеющиеся предметы), ATTACK RAT (атаковать крысу) и др. При этом описания комнат и основные показатели персонажа постоянно отображаются на экране. В отличие от Eamon, у персонажа имеется показатель усталости: когда он достигает определённого значения, персонаж теряет сознание, что может привести к смерти (особенно если это произошло в ходе боя).
Также в отличие от Eamon, персонаж может взять оружие в левую руку вместо щита, что потенциально может удвоить число совершаемых атак. Кроме того, в ходе выполнения задания можно найти и экипировать броню.

## Сценарии
Для SwordThrust было выпущено 7 отдельных сценариев:
1. The King’s Testing Ground, Дональд Браун. Предназначался для «начинающих бродяг» и является эквивалентом «Пещеры новичков» англ. «Beginners Cave» из игры Eamon. Победить противников в этом сценарии несложно.
2. The Vampyre Caves, Дональд Браун
3. The Kidnappers Cove, Дональд Браун
4. The Case of the Sultan’s Pearl, Дональд Браун
5. The Green Plague, Дональд Браун
6. The Eternal Curse, Дональд Браун
7. The Hall of Alchemie, Питер Витык

## Восприятие
Опубликованный в 1982 году в журнале Computer Gaming World обзор игры в числе её достоинств отмечал отход от типичной для Dungeons & Dragons системы классов персонажей: игра позволяла персонажу развивать любое умение, что по стилю было ближе к RuneQuest.. В 1991 году этот же журнал отмечал: «Печально, что Swordthrust не пережил перехода в графическую эру, так как у этой игры был большой потенциал».